# غیردوستانه
«غیردوستانه» (انگلیسی: Unfriended) فیلمی در ژانر ترسناک به کارگردانی لوان گابریادزه است که در سال ۲۰۱۴ منتشر شد. از بازیگران آن می‌توان به شلی هنیگ و رنه اولستاد اشاره کرد.

## داستان
در فرزنو، کالیفرنیا، لورا بارنز، یک دانش‌آموز دبیرستانی، پس از اینکه یک کاربر ناشناس ویدیویی از غش کردن و اجابت مزاج او را در یک مهمانی بدون نظارت آپلود کرد و این ویدیو در اینترنت وایرال شد، با شلیک گلوله خودکشی کرد.
یک سال بعد، بهترین دوست دوران کودکی‌اش، بلر لیلی، در حال گفتگو با دوست پسرش، میچ راسل در اسکایپ است، که در طی آن، آنها توافق می‌کنند که باکرگی خود را درشب رقص آخرسال دبیرستان، با رابطه برقرار کردن باهم، از دست بدهند. بلافاصله پس از آن، دوستان و همکلاسی هایشان جِس فلتون، کِن اسمیت و آدام سیول و یک کاربر ناشناس به نام "billie227" به آنها ملحق می شوند. این بچه‌ها، راه های مختلفی را برای خلاص شدن از شر کاربر مزاحم امتحان می کنند اما هر بار ناموفق هستند. بلر اکانت را جستجو می کند و متوجه می شود که متعلق به لورا بارنز است و "billie227" را به عنوان لورا نشان می دهد. این گروه مشکوک هستند که یکی از همکلاسی هایشان به نام وال رومل در حال شوخی با آنهاست. پس از اینکه آنها وال را به چت خود دعوت کردند، صفحه فیس بوک جس با عکس های شرم آور از وال در یک مهمانی به روز می شود. جس آپلود عکس‌ها را تکذیب می‌کند و آنها را از حساب خود حذف می‌کند، اما عکس‌ها بلافاصله این بار در حساب آدام ظاهر می‌شوند. وال پیامی از تصویری دریافت می کند که برای دیگران قابل مشاهده نیست، او که آن را یک تهدید می داند، با عصبانیت با پلیس تماس می گیرد و گزارش می دهد که مورد آزار و اذیت قرار گرفته است و ناگهان چت را ترک می کند. این گروه، عکسی از پیام‌های وال و لورا در فیس‌بوک قبل از مرگ لورا دریافت می‌کنند که وال به لورا می‌گوید خود را بکشد. وال دوباره در چت ظاهر می شود، بی حرکت و ساکت در کنار یک بطری سفید کننده قبل از فرو ریختن می نشیند. بچه‌ها پس از رسیدن افسران پلیس استراق سمع می کنند و متوجه می شوند که وال بر اثر یک خودکشی احتمالی مرده است. سپس لورا برای هر یک از دوستان پیامی شخصی می فرستد که آگاهی صمیمی از اسرار آنها را اثبات می کند. در مورد بلر، که برای تماشاگران قابل مشاهده است، او چندین عکس را نشان می دهد که میداند بلر با آدام رابطه داشته است.
کِن برنامه ای را برای حذف لورا از چت نصب می کند و سپس آدام تلاش می کند با پلیس تماس بگیرد. با این حال، مشخص می‌شود اپراتور پلیس به احتمال زیاد لورا برنز است. بدین ترتیب، او دوباره وارد چت می شود و نمای دوربین را از طرف دیگر اتاق کن نشان می دهد. او به منبع دوربین نزدیک می‌شود و اسکایپش برای مدت کوتاهی قطع می‌شود، قبل از اینکه نشان دهد او در حال کشته شدن توسط مخلوط‌ کن است.
لورا چهار دوست باقیمانده را مجبور می‌کند تا بازی Never Have I Ever را انجام دهند (یک بازی که در آن بازیکنان براساس صداقت خود، به سوالات پرسشگر پاسخی به صورت هرگز انجام نداده ام یا انجام داده ام می‌دهند.) و بیان می‌کند که بازنده خواهد مرد. 
در طول بازی، مشخص شد که جِس شایعه‌ای مبنی بر اینکه بلر دچار اختلال خوردن است، شروع کرده است، یک بار، بلر ماشین مادر جس را دزدیده و تصادف کرده است، میچ با لورا صحبت کرده است (اگرچه می‌گوید یک طرفه بود و او را هل داد)، همچنین او، آدام را به دلیل خرید و فروش حشیش به پلیس گزارش داده است و در آخر جس ۸۰۰ دلار از آدام دزدیده است.
آدام پیشنهاد داد که زندگی جس را با سایر اعضای گروه عوض کند. تنش ها شعله ور می شود و آدام مست در نهایت عصبانیت خود را از دست می دهد و از بازی استفاده می کند تا بلر را مجبور کند فاش کند که دیگر باکره نیست، زیرا پشت سر میچ با او خوابیده است. میچ مضطرب است و با وادار کردن آدام به اعتراف به اینکه او به یکی از همکلاسی ها در حالی که بیهوش بود تجاوز کرده و سپس او را مجبور به سقط بارداری کرده، تلافی می‌کند.
بلر و آدام پیام هایی را دریافت می کنند که از راه دور برای چاپگرهایشان ارسال می شود و آنها از نشان دادن آن به میچ و جس خودداری می کنند. میچ تهدید می‌کند که اگر بلر یادداشت را نشان ندهد، از اسکایپ خارج می‌شود و لورا هشدار می‌دهد که در صورت خارج شدن، میچ خواهد مرد. در لحظه ای وحشتناک، بلر کاغذ خود را نشان می دهد که در آن نوشته شده بود: "اگر این یادداشت را فاش کنی، آدام خواهد مرد." آدام به خودش شلیک می‌کند و نشان می‌دهد که همان یادداشت را دارد، با این تفاوت که برای بلر بود.
لورا به بازی ادامه می دهد و از جس می پرسد که آیا جس قبر او را خراب کرده است یا خیر. وقتی بلر جس را متقاعد می‌کند که بازی را ادامه ندهد، لورا چراغ‌های خانه جس و محتوای ویدیویی او را قطع می‌کند. بلر در اپلیکیشن چترولیت به دنبال کمک می گردد و یک غریبه در نوادا پلیس را به خانه جس می فرستد. بلافاصله پس از آن، اسکایپ جس دوباره وصل می شود و او را با یک اتو فر کننده روشن در دهانش نشان می دهد و بدین ترتیب، او کشته می‌شود.
لورا چراغ های خانه بلر و میچ را قطع می کند و از آنها می خواهد که اعتراف کنند که چه کسی ویدیو را آپلود کرده است. بلر به او می گوید که میچ کسی بود که آن را ارسال کرد. میچ سپس با چاقوی شکاری به چشم خود ضربه می زند و کشته می‌شود. لورا شمارش معکوس دیگری صادر می‌کند، و در حالی که بلر عکس‌های دوران دوستی آنها را می‌آورد و از اینکه چگونه از هم دور شده‌اند عذرخواهی می‌کند، لورا از او می‌پرسد که آیا واقعاً چیزها را به خاطر می‌آورد، قبل از اینکه شمارش معکوس به صفر برسد. سپس لورا یک نسخه توسعه یافته از ویدیوی مهمانی را در فیس بوک بلر آپلود می کند که نشان می دهد بلر مسئولیت فیلمبرداری آن ویدیوی وایرال شده از لورا را داشته است. او که در آخر فیلم، به دوربین نگاه کرده و می‌خندد، به سرعت توجه را به خود جلب می کند و چندین نفر نظرات نفرت انگیز را برای بلر ارسال می کنند. لورا می گوید که آرزو دارد قبل از ترک چت بلر را ببخشد. همانطور که بلر صدای جیر جیر در اتاق خوابش را می شنود، لورا که اکنون به شکل یک شبح درآمده است، لپ تاپ بلر را قبل از حمله به او به شدت می بندد.